# 私たちになりたくて
「私たちになりたくて」（わたしたちになりたくて）は、藤谷美和子のシングルである。1995年4月1日に日本コロムビアより発売。

## 概要
A面タイトル曲「私たちになりたくて」はテレビアニメ『美少女戦士セーラームーン SuperS』128 - 140話のエンディングテーマ。オリジナル・カラオケ付き。アマゾン・トリオの最期に際してなど、挿入歌としても使用された。
2021年には『劇場版 美少女戦士セーラームーンEternal』の主題歌として、『セーラームーンR』のエンディングテーマ「乙女のポリシー」や挿入歌「愛の戦士」を歌った石田燿子が特別カバー。

## 曲目リスト
1. 私たちになりたくて [5:23]
  - 作詞：秋元康、作曲：井上望、編曲：岩崎文紀、歌：藤谷美和子
2. 私たちになりたくて（オリジナル・カラオケ） [5:23]